# David Cano
David Sánchez Cano (Madrid, España, 9 de octubre de 1974), conocido como David Cano, es un exfutbolista español que jugaba de centrocampista.

## Clubes
| Club                       | País   | Año       |
| -------------------------- | ------ | --------- |
| Real Sporting de Gijón "B" | España | 1993-1996 |
| Real Sporting de Gijón     | España | 1996-2001 |
| C. A. Osasuna              | España | 2001-2002 |
| Real Oviedo                | España | 2002-2003 |
| U. D. Salamanca            | España | 2003-2005 |